# آلفرد گزلی
آلفرد گزلی (انگلیسی: Alfred Gaselee؛ ۳ ژوئن ۱۸۴۴ – ۲۹ مارس ۱۹۱۸ (۷۳ ساله)) فرد نظامی بود. وی همچنین برندهٔ جوایزی همچون نشان حمام شده‌است.